# Franco Saudelli
Franco Saudelli (né en 1952) est un illustrateur et auteur de bande dessinée érotique italien spécialisé dans le bondage et le fétichisme du pied. Il a été largement traduit, notamment en France.

## Prix
- 1986 :  Prix Yellow-Kid du dessinateur italien, pour l'ensemble de son œuvre